# San Diego Film Critics Society Awards 2012
I premi del 17° San Diego Film Critics Society Awards sono stati annunciati l'11 dicembre 2012.

## Premi e nomination

### Miglior attore
Daniel Day-Lewis – Lincoln
- Bradley Cooper – Il lato positivo - Silver Linings Playbook
- John Hawkes – The Sessions - Gli incontri
- Hugh Jackman – Les Misérables
- Joaquin Phoenix – The Master

### Miglior attrice
Michelle Williams – Take This Waltz
- Jessica Chastain – Zero Dark Thirty
- Helen Hunt – The Sessions - Gli incontri
- Jennifer Lawrence – Il lato positivo - Silver Linings Playbook
- Naomi Watts – The Impossible

### Miglior film di animazione
ParaNorman di Sam Fell e Chris Butler
- Ribelle - The Brave (Brave) di Mark Andrews, Brenda Chapman e Steve Purcell
- Frankenweenie di Tim Burton
- Le 5 leggende (Rise of the Guardians) di Peter Ramsey
- Ralph Spaccatutto (Wreck-It Ralph) di Rich Moore

### Miglior fotografia
Claudio Miranda - Vita di Pi (Life of Pi)
- Ben Richardson - Re della terra selvaggia (Beasts of the Southern Wild)
- Robert Richardson - Django Unchained
- Mihai Malăimare Jr. - The Master
- Danny Cohen - Les Misérables

### Miglior regista
Ben Affleck – Argo
- Paul Thomas Anderson – The Master
- Kathryn Bigelow – Zero Dark Thirty
- Ang Lee – Vita di Pi
- David O. Russell – Il lato positivo - Silver Linings Playbook

### Miglior documentario
The Invisible War
- Bully
- Jiro Dreams of Sushi
- The Queen of Versailles
- Samsara

### Miglior montaggio
Argo – William Goldenberg
- Cogan - Killing Them Softly – Brian A. Kates, John Paul Horstmann
- Vita di Pi – Tim Squyres
- The Master – Leslie Jones, Peter McNulty
- Zero Dark Thirty – William Goldenberg, Dylan Tichenor

### Miglior cast
Noi siamo infinito
- Argo
- Django Unchained
- Les Misérables
- 7 psicopatici

### Miglior film
Argo
- Django Unchained
- The Master
- Il lato positivo - Silver Linings Playbook
- Zero Dark Thirty

### Miglior film in lingua straniera
Il ragazzo con la bicicletta (Le gamin au vélo), regia di Jean-Pierre e Luc Dardenne · Belgio / Francia / Italia
- Amour, regia di Michael Haneke.  · Austria / Francia / Germania
- Headhunters - Il cacciatore di teste (Hodejegerne), regia di Jo Nesbø  · Norvegia
- Holy Motors, regia di Leos Carax  · Francia / Germania
- Quasi amici - Intouchables (Intouchables), regia di Olivier Nakache e Éric Toledano  · Francia

### Migliore scenografia
Cloud Atlas – Hugh Bateup, Uli Hanisch
- Anna Karenina – Sarah Greenwood
- Argo – Sharon Seymour
- Les Misérables – Eve Stewart
- Moonrise Kingdom - Una fuga d'amore – Adam Stockhausen

### Migliore colonna sonora
The Master – Jonny Greenwood
- Argo – Alexandre Desplat
- Re della terra selvaggia – Benh Zeitlin, Dan Romer
- Vita di Pi – Mychael Danna
- Moonrise Kingdom - Una fuga d'amore – Alexandre Desplat

### Migliore sceneggiatura originale
The Master – Paul Thomas Anderson
- Quella casa nel bosco – Joss Whedon, Drew Goddard
- Django Unchained – Quentin Tarantino
- Moonrise Kingdom - Una fuga d'amore – Wes Anderson, Roman Coppola
- Take This Waltz – Sarah Polley

### Migliore adattamento della sceneggiatura
Argo – Chris Terrio
- Vita di Pi – David Magee
- Lincoln – Tony Kushner
- Noi siamo infinito – Stephen Chbosky
- Il lato positivo - Silver Linings Playbook – David O. Russell

### Miglior attore non protagonista
Christoph Waltz – Django Unchained
- Alan Arkin – Argo
- Philip Seymour Hoffman – The Master
- Matthew McConaughey – Killer Joe
- Christopher Walken – 7 psicopatici (Seven Psychopaths)

### Migliore attrice non protagonista
Emma Watson – Noi siamo infinito (The Perks of Being a Wallflower)
- Amy Adams – The Master
- Samantha Barks – Les Misérables
- Anne Hathaway – Les Misérables
- Rebel Wilson – Voices